# Les Alchimistes (Reverdy)
Pour les articles homonymes, voir Les Alchimistes.
Les Alchimistes est une gravure sur cuivre au burin réalisée par Georges Reverdy. Il existe plusieurs exemplaires conservées à Budapest, à Londres, à New York, au Vatican et deux exemplaires à Paris à la BNF dans le département des estampes. Elle mesure 166 × 265 mm.

## Description
Dix personnages à l'allure grotesque entourent un chaudron d'où sortent des flammes. La technique de l'œuvre a longtemps fait débat, certaines personnes prétendaient qu'elle fut réalisée à l'aide de la technique à l'eau forte. L'inscription de la gravure dénonce l'alchimie comme une ineptie.